# Оскар Коллазо
Оскар Мануель Коллазо (нар. 15 січня 1997) — американський боксер-професіонал пуерториканського походження , який  володіє титулом WBO (2023–н.ч.), WBA і Ринг (2024–н.ч.) у мінімальній вазі.

## Аматорська кар'єра
Протягом своєї семирічної аматорської кар'єри Коллазо виграв п'ять національних титулів з боксу серед аматорів, бронзову медаль на Панамериканських чемпіонатах 2017 року та золоту медаль на Панамериканських іграх 2019 року.

## Професійна кар'єра

### Рання кар'єра
Коллазо дебютував на професійному рингу як легкий мінімум вагою проти Вісенте Кастро Ченеке 15 лютого 2020 року. Він виграв бій технічним нокаутом у третьому раунді. Наступним суперником Коллазо став Кевін Джон Крус Хусіно 5 грудня 2020 року. Він виграв свій другий професійний бій швидше, ніж перший, здобувши перемогу технічним нокаутом у другому раунді.
У наступному бою Коллазо піднявся в категорію найлегша вага в боксі для бою з Франсіско Бонільєю 25 березня 2021 року на андеркарті бою Аманда Серрано проти Даніели Роміни Бермудес. Він виграв бій одноголосним рішенням суддів, де всі троє суддів оцінили його перемогу 60–54. Коллазо повернувся до легкого мінімуму для бою проти Педро Вільєґаса за вакантний титул WBO Latino в мінімальній вазі 3 грудня 2021 року. Він виграв бій технічним нокаутом у третьому раунді.

### Зростання в рейтингах
Коллазо зустрівся з колишнім чемпіоном WBO і WBA (Regular) у легкому мінімуму вазі Віком Салударом у елімінаційному бою за титул WBA в легкому мінімуму вазі. Бій був запланований на андеркарт бою Хав'єр Фортуна проти Легкого бійця, який відбувся 16 липня 2022 року. Коллазо виграв бій одноголосним рішенням суддів з рахунками 116–112 (двічі) та 118–110. Обидва боксери були відправлені на підлогу в шостому раунді: Салудар після комбінації з двох ударів, а Коллазо — після правого аперкоту.
Коллазо мав зустрітися з колишнім титулним бійцем WBO в легкому мінімуму Вільфредо Мендесом у елімінаційному бою 28 січня 2023 року на андеркарті бою Алексіс Роча і Ентоні Янг в суперважкій вазі, який відбувся на арені YouTube Theater в Інґлвуді, Каліфорнія. Мендес був змушений відмовитися від бою 15 січня через травму спини, отриману під час тренувань. Його замінив Юдель Рейєс, який взяв на себе бій за два тижні до зустрічі. Коллазо переміг свого суперника лівим хуком на 2:59 п'ятого раунду, раніше нокаутувавши Рейєса правим хуком у попередньому раунді.

### Чемпіон WBO у найлегшій вазі

#### Коллазо проти Єрусалема
30 січня 2023 року WBO наказав чемпіону в легкому мінімуму Мелвіну Єрусалему провести обов'язковий захист титулу проти Коллазо. Оскільки сторони не змогли домовитися протягом 30-денної періоду переговорів, організація запланувала аукціон на 23 лютого. Аукціон був скасований через невиконання умов, був перенесений на 27 лютого та виграний компаніями Golden Boy Promotions і Cotto Promotions з пропозицією 152 000 доларів США. Чемпіонський бій відбувся на арені Fantasy Springs Casino в Індіо, Каліфорнія 27 травня 2023 року. Коллазо виграв бій, зупинивши Єрусалема в сьомому раунді, коли той залишився на стільці наприкінці восьмого раунду. Він став найшвидшим боксером з Пуерто-Рико, який виграв чемпіонський пояс, обігнавши Алекса Санчеза, який виграв свій перший титул після 11 боїв.

#### Коллазо проти Діагана
Коллазо був запланований для захисту титулу WBO в легкому мінімумушій вазі проти дев'ятого номера рейтингу WBO в цій вазі Гарена Діагана 26 серпня 2023 року на арені Роберто Клементе в Сан-Хуані, Пуерто-Рико. Він виграв бій технічним нокаутом у шостому раунді, коли Діаган залишився на стільці між раундами та відмовився від продовження бою.

#### Коллазо проти Гутьєрреса
30 грудня 2023 року було оголошено, що Коллазо захищатиме свій титул WBO у легкому мінімуму проти Рейнерісом Гутьєрресом на андеркарті бою Хайме Мунгія і Джона Райдера в суперсередній вазі, який очікується в Footprint Center в Фініксі, Арізона, 27 січня 2024 року. 17 січня 2024 року було підтверджено, що Коллазо зустрінеться з Рейнерісом Гутьєрресом.
27 січня 2024 року Коллазо переміг Гутьєрреса технічним нокаутом у третьому раунді та здійснив другий успішний захист свого титулу.

#### Коллазо проти Запати
Коллазо був запланований для третього захисту титулу WBO в мінімальній вазі проти Геррадо Запати у Вероні, Нью-Йорк 7 червня 2024 року. Коллазо виграв бій одноголосним рішенням суддів з рахунками 117-110, 119-109 та 119-109.

### Об'єднаний титул WBO та WBA в мінімальній вазі

#### Коллазо проти Тхаммануна
Коллазо зустрінеться з Тхаммануном Нійомтронгом за об'єднаний титул WBO, WBA та символічний титул The Ring у мінімальній вазі 16 листопада 2024 року в Ер-Ріяді, Саудівська Аравія. Він виграв бій технічним нокаутом у сьомому раунді.